# 韦斯科瓦纳
韦斯科瓦纳（義大利語：Vescovana），是意大利威尼托大区帕多瓦省的一个市镇。总面积22.26平方公里，人口1661人，人口密度74.6人/平方公里（2009年）。国家统计（ISTAT）代码为028097。